# Jasenovac Zagorski
Jasenovac Zagorski est un village de la municipalité de Krapinske Toplice (comitat de Krapina-Zagorje) en Croatie. Au recensement de 2011, le village comptait 72 habitants.